# Fausse Identité (film)
Pour le téléfilm homonyme, voir Fausse Identité (téléfilm).
Pour plus de détails, voir Fiche technique et Distribution.
Fausse Identité est un film français réalisé par André Chotin, sorti en 1947.

## Synopsis
Un homme qui vient de déposer un testament chez un notaire est écrasé par une voiture. Comme son pardessus porte sur une étiquette le nom et l'adresse d'Emile Blondin, la police s'y rend et découvre que le mort n'est pas Emile Blondin. Mais celui-ci est bientôt découvert assassiné. La police s'intéresse alors à Georges Blondin, le frère de la victime, dont la filleule, Juliette, est aussi la secrétaire du notaire.

## Fiche technique
- Titre : Fausse Identité
- Réalisation : André Chotin
- Scénario : René Jolivet et Jean Gilbert
- Dialogues : Pierre Brive
- Photographie : Jean Lehérissey et Pierre Petit
- Son : René Renault
- Décors : Jean Douarinou assisté d'André Ursin
- Dessinatrice : Mme Ursin
- Musique : Henri Forterre (éditions Continental)
- Ingénieur du son : René Renault
- Production : Maîtrise Artisanale de l'Industrie Cinématographique - Pacific Films
- Directeur de production : Sacha Kamenka
- Société de production : Pacific films
- Assistant Metteur en scène : Jean Robert Mario et M. Rostovens
- Opérateur : Arthur Raimondo
- Script : Madeleine Lefèvre
- Montage : H. Meguerian et Pierre Meguerian
- Chef-maquilleur :  De Banoff
- Régisseur : Jim Van Hoecke et Claude Ganz
- Régisseur d'extérieur : André Pironet
- Photographie Gaston Thonnard
- Studios : Photosonor (Courbevoie)
- Pays d'origine :  France
- Format :  Noir et blanc - Son mono
- Genre : Policier
- Durée : 93 minutes
- Date de sortie : 
  - France : 6 décembre 1947
- Affiche : Jacques Bonneaud (France)

## Distribution
- Raymond Bussières : Achille
- Louise Carletti : Juliette
- Georges Rollin : François
- Franck Villard : L'inspecteur Rolle
- Renée Devillers : Lucie Blondin
- Maurice Salabert : Malaval
- Marie Bizet : une ouvrière
- Simone Deguyse : Gaby
- Henri Nassiet : Georges Blondin
- Marcel Maupi : un clochard
- Pierre Sergeol : le notaire
- Jacques Henley : le directeur de la banque
- Léonce Corne : le commissaire du Xème
- François Joux : le garçon de café
- Albert Montigny
- Max Dejean
- Marcel Rouzé
- Maud Gipsy
- Jean-Pierre Lorrain
- Émile Tramont
- Lisa Dorel